# نادي باراكالدو
نادي باراكالدو هو نادي كرة قدم في إسبانيا.

## وصلات خارجية
- الموقع الرسمي